# Andrew Davidson (2e vicomte Davidson)
John Andrew Davidson, 2e vicomte Davidson (22 décembre 1928 - 20 juillet 2012), est un pair britannique et un homme politique conservateur. Il est whip en chef adjoint à la Chambre des lords.

## Jeunesse et formation
Davidson est le fils aîné de JCC Davidson, 1er vicomte Davidson, et de Frances Davidson, fille de Willoughby Dickinson, 1er baron Dickinson. Il fait ses études à la Westminster School et au Pembroke College de Cambridge. Entre 1947 et 1949, il sert dans le Black Watch et le 5e bataillon des fusils africains du roi avant de monter au Pembroke College, Cambridge, où il est président des Footlights en 1951,. En 1960, il entreprend une carrière de 15 ans dans l'agriculture à grande échelle, en tant que directeur de Strutt and Parker (fermes) et de Lord Rayleigh Farms. En 1965, il est membre du conseil de la Country Landowners Association (maintenant la Country Land & Business Association). En 1966, il est nommé président du Royal Eastern Counties Hospital pour les handicapés mentaux à Colchester, un travail qu'il considère comme le «plus frustrant» de sa vie. Les tensions avec le conseil de l'hôpital régional, qui est en fin de compte responsable de l'hôpital ont débordé en 1971, apparemment à cause de la manière dont les employés mauriciens avaient été traités, et en mars suivant, le conseil a limogé cinq membres du comité de gestion.

## Carrière politique
Davidson entre à la Chambre des lords à la mort de son père en 1970. Il sert dans les gouvernements conservateurs de Margaret Thatcher et de John Major en tant que Lord-in-waiting entre 1985 et 1986. Il est whip en chef adjoint à la Chambre des lords pendant six ans, de 1986 à 1992. Il occupe l'ancienne fonction, mais purement nominale, de capitaine du Yeomen of the Guard, revêtant un uniforme vénérable chaque fois que la reine ouvre une nouvelle session du Parlement,. Cependant, il perd son siège au Parlement après l'adoption de la loi de 1999 sur la Chambre des lords .

## Famille
Lord Davidson se marie deux fois. Il épouse d'abord Margaret Birgitta, fille du major-général Cyril Henry Norton, en 1956. Ils ont quatre filles (dont une, Alexandra Oldfield, est décédée) mais divorcent en 1974. Sa deuxième fille, Caroline Davidson est mariée à Edward Alexander Somerset, deuxième fils de David Somerset (11e duc de Beaufort). Lord Davidson se remarie avec Pamela Joy (maintenant décédée), fille de John Vergette, en 1975. Ils n'ont pas d'enfants,.
Le vicomte Davidson est décédé le 20 juillet 2012 à l'âge de 83 ans et est remplacé comme 3e vicomte Davidson par son frère Malcolm William Mackenzie Davidson (né en 1934), également un ancien de Pembroke (1955).